# Huta Joanna w Niemcach
Huta „Joanna” w Niemcach – huta cynkowa w Niemcach (dzisiejsze Ostrowy Górnicze w Sosnowcu) działająca w latach 1822−1848

## Historia
Huta została założona w 1822 przez inwestorów prywatnych − Konstantego Wolickiego i Piotra Steinkellera. 27 marca 1824 nabyta przez Górnictwo Rządowe, składała się z 20 pieców o 200 muflach, z pieca rumfordzkiego do prażenia galmanu, z murowanego magazynu i kuźni, piętrowego murowanego domu dla urzędników, dwóch murowanych piętrowych domów dla robotników, czterech domów drewnianych i cegielni. Przez pierwsze 16 miesięcy administracji prywatnej wyprodukowała 8346 cetnarów, od kwietnia 1824 do końca 1829 − 65 136 cetnarów cynku, zatrudniając 113 robotników pod dyrekcją hutmistrza. W latach 1829−1833 nieczynna, w 1836 zatrudniała znów 77 osób. W 1839−40 wytopiono w niej 12 tys. cetnarów cynku. Huta korzystała z węgla miejscowej kopalni „Feliks”. Zamknięta w 1848.